# 铁西街道 (扶余市)
铁西街道，是中华人民共和国吉林省松原市扶余市下辖的一个乡镇级行政单位。

## 行政区划
铁西街道下辖以下地区：
铁西社区、道西街社区、新安堡社区、大九号社区、新安镇村和西九号村。